# Slammiversary (2005)
Slammiversary 2005 fue la primera edición anual del evento PPV de lucha libre profesional Slammiversary, producido por la Total Nonstop Action Wrestling. Tuvo lugar el 19 de junio de 2008 desde la iMPACT! Zone en Orlando, Florida. La frase utilizada para Slammiversary 2005 fue "Three Year Anniversary Spectacular".

## Resultados
- Dark match: Simon Diamond & Trytan derrotaron a Sonny Siaki & Apolo. (3:56)
  - Trytan cubrió a Siaki después de un "T-3".
- Shark Boy derrotó a Elix Skipper, Zach Gowen, The Amazing Red, Delirious y Jerrelle Clark en un Six-Way match. (6:27)
  - Shark Boy cubrió a Delirious después de un "Dead Sea Drop".
- Shocker derrotó a Alex Shelley. (10:41)
  - Shocker cubrió a Shelley con un "Roll-up".
- Ron Killings derrotó a The Outlaw. (7:35)
  - Killings cubrió a The Outlaw con un "Roll-Up".
- The Naturals (Chase Stevens & Andy Douglas) derrotaron a Team Canada (Petey Williams & Eric Young) (c/Coach D'Amore y A-1) reteniendo el Campeonato Mundial por Parejas de la NWA. (15:13)
  - Douglas cubrió a Williams después de que lo golpeara con el megáfono de Jimmy Hart.
- Samoa Joe derrotó a Sonjay Dutt. (6:24)
  - Joe forzó a Dutt a rendirse con un "Coquina Clutch".
- Bobby Roode (c/Coach D'Amore) derrotó a Lance Hoyt. (7:23)
  - Roode cubrió a Hoyt después de un "Northern Lariat".
- America's Most Wanted (Chris Harris & James Storm) derrotaron a 3Live Kru (Konnan & B.G. James) (c/Ron Killings). (6:56)
  - Storm cubrió a James después de un "Hart Attack".
- Christopher Daniels derrotó a Chris Sabin (c/Trinity) y Michael Shane (c/Traci) en un Triple Threat Elimination match reteniendo el Campeonato de la División X de la TNA. (17:06)
  - Sabin cubrió a Shane después de un "Cradle Shock". (10:56)
  - Daniels cubrió a Sabin después de un "Angel's Wings". (17:06)
- Raven derrotó a A.J. Styles, Monty Brown, Abyss y Sean Waltman en un King of the Mountain match ganando el Campeonato Mundial Peso Pesado de la NWA. (14:20)
  - Brown se clasificó tras cubrir a Raven después de un "Pounce". (0:26)
  - Raven se clasificó tras cubrir a Styles después de un "Punce" de Brown. (4:08)
  - Abyss se clasificó tras cubrir a Brown después de un "Black Hole slam". (6:39)
  - Styles se clasificó tras cubrir a Abyss después de un "Spiral Tap". (9:00)
  - Waltman se clasificó tras cubrir a Styles después de un "X-Factor". (10:35)
  - Raven ganó cuando escaló y colgó el título. (14:20)
  - Raven estaba sustituyendo a Jeff Jarrett, el cual había sido detenido por agredir a un fan. (Kayfabe).